# Richard P. Lifton
Richard Priestley Lifton (* 1953) ist ein US-amerikanischer Nephrologe und Genetiker und Sterling Professor an der Rockefeller University in New York City.
Lifton konnte verschiedene Gene identifizieren, die für erhöhten (arterielle Hypertonie) oder erniedrigten (arterielle Hypotonie) Blutdruck verantwortlich sind, indem sie an der Niere den Salzhaushalt des Menschen beeinflussen.

## Leben
Lifton erwarb am Dartmouth College einen Bachelor in Biowissenschaften, 1982 einen M.D. und 1986 einen Ph.D. an der Stanford University in Stanford, Kalifornien. Er war Sterling Professor für Innere Medizin und Genetik an der Yale University in New Haven, Connecticut. Außerdem forschte er bis 2016 für das Howard Hughes Medical Institute.
Seit 2016 ist Lifton Präsident der Rockefeller University.

## Auszeichnungen (Auswahl)
- 2000 Pasarow Award
- 2001 Mitglied der National Academy of Sciences
- 2008 Wiley Prize in Biomedical Sciences[1]
- 2012 Mitglied der American Academy of Arts and Sciences
- 2014 Breakthrough Prize in Life Sciences
- 2023 George M. Kober Medal